# Красногорьевский сельсовет (Рыбинский район)
Красногорьевский сельсовет — сельское поселение в Рыбинском районе Красноярского края.
Административный центр — село Красногорьевка.
Выделен в 1989 году из Двуреченского сельсовета.

## История
Статус и границы сельского поселения установлены Законом Красноярского края от 18 февраля 2005 года № 13-3019 «Об установлении границ и наделении соответствующим статусом муниципального образования Рыбинский район и находящихся в его границах иных муниципальных образований»

## Население
| 2010 | 2012 | 2013 | 2014 | 2015 | 2016 | 2017 |
| ---- | ---- | ---- | ---- | ---- | ---- | ---- |
| 492  | ↘459 | ↘454 | ↗459 | ↘427 | ↗430 | ↘415 |

## Состав сельского поселения
В состав сельского поселения входят 2 населённых пункта:
| № | Населённый пункт | Тип населённого пункта       | Население |
| - | ---------------- | ---------------------------- | --------- |
| 1 | Красногорьевка   | село, административный центр | 479       |
| 2 | Унерчик          | посёлок                      | 13        |

## Местное самоуправление
Красногорьевский сельский Совет депутатов
Дата избрания: 14.03.2010. Срок полномочий: 5 лет. Количество депутатов: 7
Глава муниципального образования
- Райков Геннадий Николаевич. Дата избрания: 14.03.2010. Срок полномочий: 5 лет